# 이즈모시
이즈모시(일본어: 出雲市)는 일본 시마네현 중동부에 있는 시이다. 현내에서 2번째, 산인 지방에서는 4번째의 인구를 가진다. 현재의 이즈모시는 2005년 3월 22일에 구 이즈모시, 히라타시, 히카와군 다이샤정·고료정·다키정·사다정 등 2시 4정이 합병해 성립한 자치체이다. 구 이즈모시는 무로마치 시대 이래 물자의 집산지가 된 현 시를 중심으로 주변의 촌이 합병해 성립한 시이다.

## 인구
| 연도                        | 인구    | ±%    |
| --------------------------- | ------- | ----- |
| 1950                        | 174,464 | —     |
| 1955                        | 175,419 | +0.5% |
| 1960                        | 168,724 | −3.8% |
| 1965                        | 161,790 | −4.1% |
| 1970                        | 157,325 | −2.8% |
| 1975                        | 159,058 | +1.1% |
| 1980                        | 166,280 | +4.5% |
| 1985                        | 170,529 | +2.6% |
| 1990                        | 171,422 | +0.5% |
| 1995                        | 172,001 | +0.3% |
| 2000                        | 173,776 | +1.0% |
| 2005                        | 173,751 | −0.0% |
| 2010                        | 171,523 | −1.3% |
| 2015                        | 171,938 | +0.2% |
| 2020                        | 172,775 | +0.5% |
| Izumo population statistics |         |       |

## 지리
이즈모 평야를 중심으로 북쪽은 동해, 남쪽은 주고쿠 산지와 접한다. 동쪽에는 히카와정과의 경계를 이루는 히강이 흐르고 신지호로 흘러든다.

## 인접하는 자치체
- 마쓰에시
- 오다시
- 운난시
- 히카와군 히카와정
- 이시군 이난정

## 역사

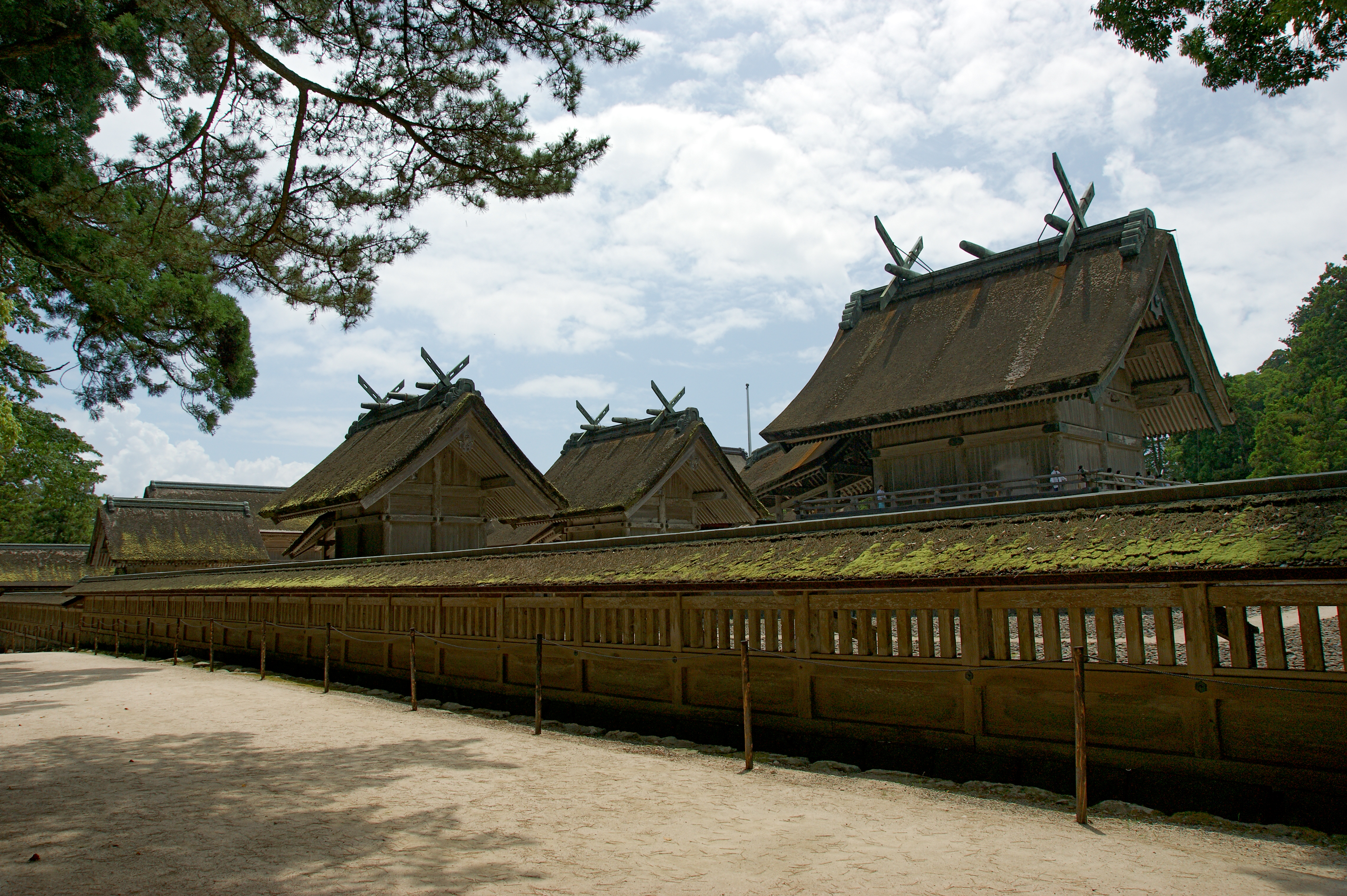
이즈모타이샤

고대에 이즈모타이샤가 세워지는 등 옛날부터 중요하게 여겨졌던 곳이다. 가마쿠라 시대에는 이즈모국의 슈고 엔야씨가 본거지로 했지만 엔야씨의 마지막 슈고 엔야 다카사다는 무로마치 막부 집사 고 모로나오에 의해 멸망했다.
에도 시대에는 대부분이 마쓰에번령이었지만 다이샤정 일부는 이즈모타이샤령이었고 사다정의 일부는 신사령이었다. 근세 후기 이후 이즈모 평야는 "운슈 무명"의 집산지가 되었고 특히 구 히라타시에 해당하는 다테누이군에서는 메이지 시대 초기의 기록에 따르면 무명 생산고가 쌀 생산고를 웃돌았다고 한다. 또 다이쇼 시대부터 1950년대에 걸쳐서는 이즈모 제직(후야마토 방적), 군제 등의 공장이 만들어져 섬유 공업 마을이 되었다.
- 1941년 11월 3일 - 구 이즈모시가 성립하였다.
- 2005년 3월 22일 - 구 이즈모시, 히라타시, 히카와군 다이샤정·고료정·다키정·사다정 등 2시 4정이 신설 합병해 새로운 이즈모시가 되었다.

## 교통

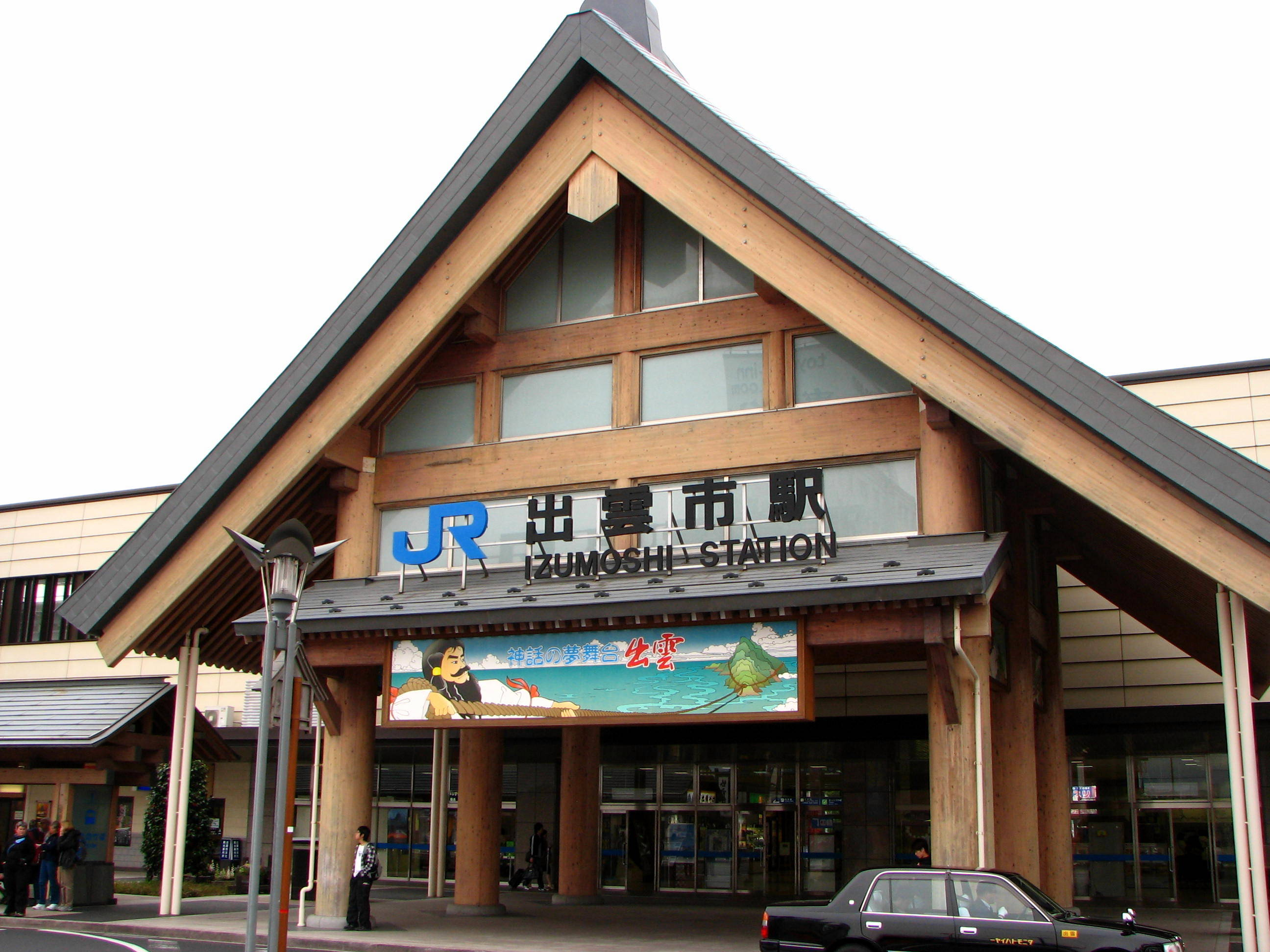
이즈모시역

### 철도
- 서일본 여객철도
  - 산인 본선

- 이치바타 전차
  - 기타마쓰에선
  - 다이샤선

### 도로
- 산인 자동차도(일본어판)
- 국도 제9호선
- 국도 제184호선
- 국도 제431호선 (일본)(일본어판)

## 기후
| 이즈모시의 기후                                              | 이즈모시의 기후 | 이즈모시의 기후 | 이즈모시의 기후 | 이즈모시의 기후 | 이즈모시의 기후 | 이즈모시의 기후 | 이즈모시의 기후 | 이즈모시의 기후 | 이즈모시의 기후 | 이즈모시의 기후 | 이즈모시의 기후 | 이즈모시의 기후 | 이즈모시의 기후 |
| 월                                                           | 1월             | 2월             | 3월             | 4월             | 5월             | 6월             | 7월             | 8월             | 9월             | 10월            | 11월            | 12월            | 연간            |
| ------------------------------------------------------------ | --------------- | --------------- | --------------- | --------------- | --------------- | --------------- | --------------- | --------------- | --------------- | --------------- | --------------- | --------------- | --------------- |
| 역대 최고 기온 °C (°F)                                       | 20.8 (69.4)     | 22.8 (73.0)     | 25.1 (77.2)     | 31.0 (87.8)     | 31.1 (88.0)     | 35.4 (95.7)     | 37.3 (99.1)     | 38.4 (101.1)    | 37.4 (99.3)     | 31.8 (89.2)     | 26.4 (79.5)     | 22.8 (73.0)     | 38.4 (101.1)    |
| 일평균 최고 기온 °C (°F)                                     | 8.4 (47.1)      | 9.3 (48.7)      | 12.7 (54.9)     | 18.0 (64.4)     | 22.8 (73.0)     | 26.0 (78.8)     | 29.5 (85.1)     | 31.3 (88.3)     | 27.1 (80.8)     | 22.0 (71.6)     | 16.5 (61.7)     | 11.1 (52.0)     | 19.6 (67.2)     |
| 일일 평균 기온 °C (°F)                                       | 4.8 (40.6)      | 5.1 (41.2)      | 7.8 (46.0)      | 12.6 (54.7)     | 17.3 (63.1)     | 21.2 (70.2)     | 25.3 (77.5)     | 26.4 (79.5)     | 22.2 (72.0)     | 16.7 (62.1)     | 11.7 (53.1)     | 7.2 (45.0)      | 14.9 (58.8)     |
| 일평균 최저 기온 °C (°F)                                     | 1.2 (34.2)      | 0.7 (33.3)      | 2.5 (36.5)      | 6.6 (43.9)      | 11.5 (52.7)     | 16.7 (62.1)     | 21.7 (71.1)     | 22.4 (72.3)     | 18.0 (64.4)     | 11.7 (53.1)     | 6.8 (44.2)      | 3.1 (37.6)      | 10.2 (50.5)     |
| 역대 최저 기온 °C (°F)                                       | −6.5 (20.3)     | −8.4 (16.9)     | −4.0 (24.8)     | −3.2 (26.2)     | 1.7 (35.1)      | 7.4 (45.3)      | 11.7 (53.1)     | 15.0 (59.0)     | 5.5 (41.9)      | 2.3 (36.1)      | −0.9 (30.4)     | −3.6 (25.5)     | −8.4 (16.9)     |
| 평균 강수량 mm (인치)                                        | 121.6 (4.79)    | 98.9 (3.89)     | 123.5 (4.86)    | 112.2 (4.42)    | 130.3 (5.13)    | 183.0 (7.20)    | 229.8 (9.05)    | 145.6 (5.73)    | 187.1 (7.37)    | 113.4 (4.46)    | 114.6 (4.51)    | 135.9 (5.35)    | 1,675 (65.94)   |
| 평균 강수일수 (≥ 1.0 mm)                                     | 17.3            | 13.9            | 12.9            | 9.9             | 9.2             | 10.7            | 11.7            | 9.3             | 11.3            | 10.0            | 12.1            | 16.9            | 145.2           |
| 평균 월간 일조시간                                           | 53.9            | 80.3            | 140.4           | 186.1           | 208.8           | 164.2           | 178.5           | 207.9           | 152.5           | 155.3           | 107.3           | 65.4            | 1,697.4         |
| 출처: 일본 기상청 (평년값: 1991년~2020년, 극값: 1978년~현재) |                 |                 |                 |                 |                 |                 |                 |                 |                 |                 |                 |                 |                 |

## 자매 도시
- 미국 산타클라라
- 중화인민공화국 한중시
- 프랑스 에비앙레뱅
- 핀란드 칼라요키(핀란드어판)
- 아일랜드 던레러라스던주